# 로니 존슨

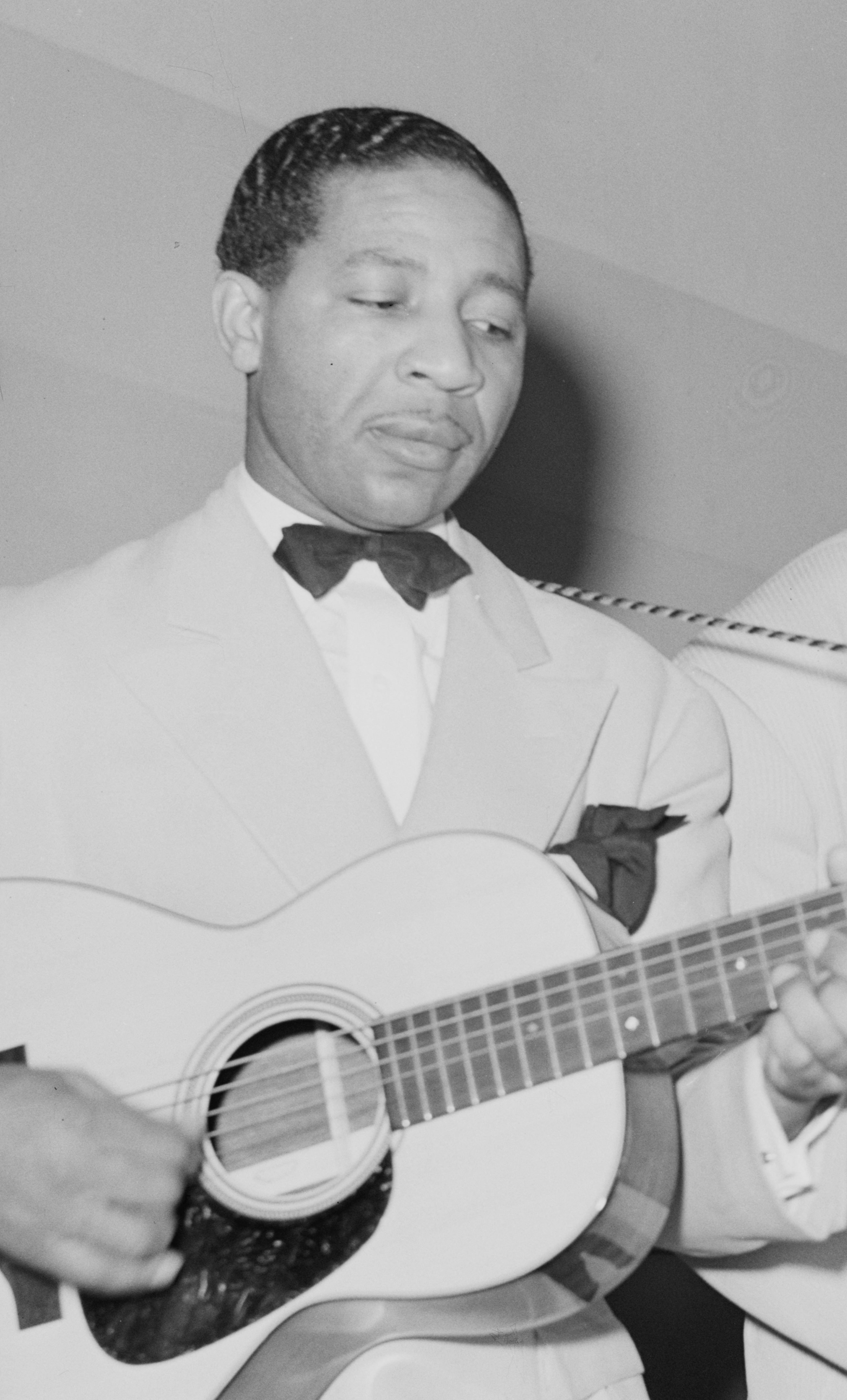

로니 존슨(Lonnie Johnson, 1899년 2월 8일 ~ 1970년 6월 16일)은 미국의 블루스, 재즈 가수이자 기타리스트, 바이올린 연주자, 작곡가이다. 재즈 기타와 재즈 바이올린의 선구자이며 전기 증폭 바이올린을 연주한 최초의 인물이기도 하다.
루이지애나주 뉴올리언스에서 태어나 음악가 가정에서 자랐다.
거의 모든 자료에서 뉴올리언스에서 태어났다고 하지만, 밥 L. 이글과 에릭 S. 르블랑은 포트 앨런이 출생지라고 주장했다. 음악가 대가족의 아들로 태어난 그는, 바이올린 연주자였던 아버지를 따라 본래 바이올린을 연주했으며 연회와 결혼식, 길모퉁이에서 연주하던 아버지의 스트링 밴드에서도 바이올리니스트로 활동했다.
1. ↑  “Alonzo “Lonnie” Johnson (1889–1970) | Missouri Encyclopedia”. 2025년 4월 29일에 확인함.